# Freddy Castillo
Freddy Castillo est un boxeur mexicain né le 15 juin 1955 à Merida.

## Carrière
Passé professionnel en 1971, il devient champion du monde des poids mi-mouches WBC le 19 février 1978 après sa victoire par arrêt de l'arbitre au 14e round contre Luis Estaba. Battu dès le combat suivant par Netrnoi Sor Vorasingh le 6 mai 1978, Castillo passe dans la catégorie de poids supérieure et remporte la ceinture de champion d'Amérique du Nord des poids mouches NABF en 1981 puis le titre WBC le 24 juillet 1982 aux dépens du colombien Prudencio Cardona. Il est à nouveau battu lors de la première défense de son titre le 6 novembre 1982 par Eleoncio Mercedes puis met un terme à sa carrière de boxeur en 1986 sur un bilan de 45 victoires, 18 défaites et 5 matchs nuls.